# Sanctuaire gallo-romain de Vieille-Cour
Le sanctuaire gallo-romain de Vieille-Cour est un ensemble cultuel antique faisant partie d'une agglomération secondaire antique, située sur la commune française de Mauves-sur-Loire, dans le département de la Loire-Atlantique.
Le site est déjà occupé à l'époque pré-romaine, mais c'est vers la fin du Ier siècle de notre ère qu'un temple en maçonnerie est construit, qu'accompagne un bâtiment annexe au rôle mal défini. L'ensemble est remanié dans la seconde moitié du IIe siècle avec l'édification, au niveau du temple, d'un péristyle à colonnes. Dans la seconde moitié du IVe siècle le monument, qui n'est peut-être plus un temple, semble être victime d'un effondrement partiel et/ou d'un incendie.

## Contexte historique et géographique

Plan du site.

Une agglomération secondaire antique existe sur la commune de Mauves-sur-Loire, sur la rive droite de la Loire ; elle est connue depuis le XIXe siècle. Elle est localisée à l'est du centre urbanisé moderne, sur un coteau qui se termine, au sud, en falaise sur la vallée de la Loire. Sa superficie est évaluée, sous le Haut-Empire romain, à une trentaine d'hectares. Sa structure est cependant assez mal connue ; ne sont attestés qu'un théâtre-amphithéâtre d'un diamètre de 61 m au nord-ouest, des thermes occupant plus de 2 000 m2 au sud-ouest, le sanctuaire au sud-est et une villa située à un emplacement intermédiaire entre ces deux derniers monuments.
Cette agglomération de la cité des Namnètes, en limite du territoire picton, se trouve proche de voies de communications importantes : la Loire et une voie routière est-ouest sur la rive droite du fleuve, ainsi qu'une voie routière nord-sud passant, au nord de Nantes, par Petit-Mars et Blain pour se diriger vers la Vendée. Au sein même de l'agglomération antique, une voie relie le théâtre au sanctuaire, une autre le sanctuaire aux thermes.
La cité semble florissante de l'époque d'Auguste jusqu'à la fin du IIIe siècle. Par la suite, elle devient moins active et paraît abandonnée dans la seconde moitié du IVe siècle.

## Chronologie et évolution
L'évolution du sanctuaire de Vieille-Cour est marquée par des étapes de profondes modifications qui, pour la plupart, se retrouvent à des dates comparables (début de l'Empire, époque flavienne, IIe siècle) dans de nombreux sanctuaires de l'ouest de la France.

### Phase I: occupation laténienne
Des trous de poteaux dans le substrat en schiste, un potin gaulois et des tessons de céramique recueillis indiquent une occupation du site à l'époque de La Tène, voire au Hallstattien, mais ces indices sont trop diffus pour que la nature de cette occupation, cultuelle ou autre, puisse être affirmée.

### Phase II: premières constructions
Des aménagements sont réalisés sur le site entre les années 20 et 70 de notre ère. Ils consistent en la construction de cloisons en matériaux périssables montées sur des solins de maçonnerie qui, associées à des dépôts de monnaies et d'objets interprétés comme des offrandes, incitent à voir dans cet ensemble un premier état d'un sanctuaire. D'autres maçonneries sont plutôt attribuées à des murets matérialisant un emmarchement destiné à rattraper la déclivité naturelle du sol. Ces différentes structures sont orientées nord-sud et ouest-est, donc très différemment de celles qui leur succéderont.

### Phase III: temple et bâtiment annexe
Dans le dernier quart du Ier siècle ou au début du siècle suivant, deux bâtiments, construits selon deux axes nord-ouest—sud-est et nord-est—sud ouest, remplacent les précédents. Un temple mesurant 15,75 × 18 m dans lequel est inscrite une cella de 7,45 × 8 m domine le site. Les murs du temple semblent construit en petit appareil, renforcé de grands blocs aux angles. Contrairement à la phase précédente privilégiant les matériaux périssables, la pierre et notamment le tuffeau sont largement utilisés dans ces constructions.
Légèrement en contrebas, un bâtiment allongé de 35,4 × 14 m est cloisonné dans le sens de la longueur, avec de petites pièces aménagées à chacune de ses extrémités. La fonction de ce bâtiment n'est pas établie, même s'il apparaît manifestement lié au temple voisin. Il pourrait s'agir d'un espace d'accueil pour les pèlerins.

### Phase IV: temple monumental remanié

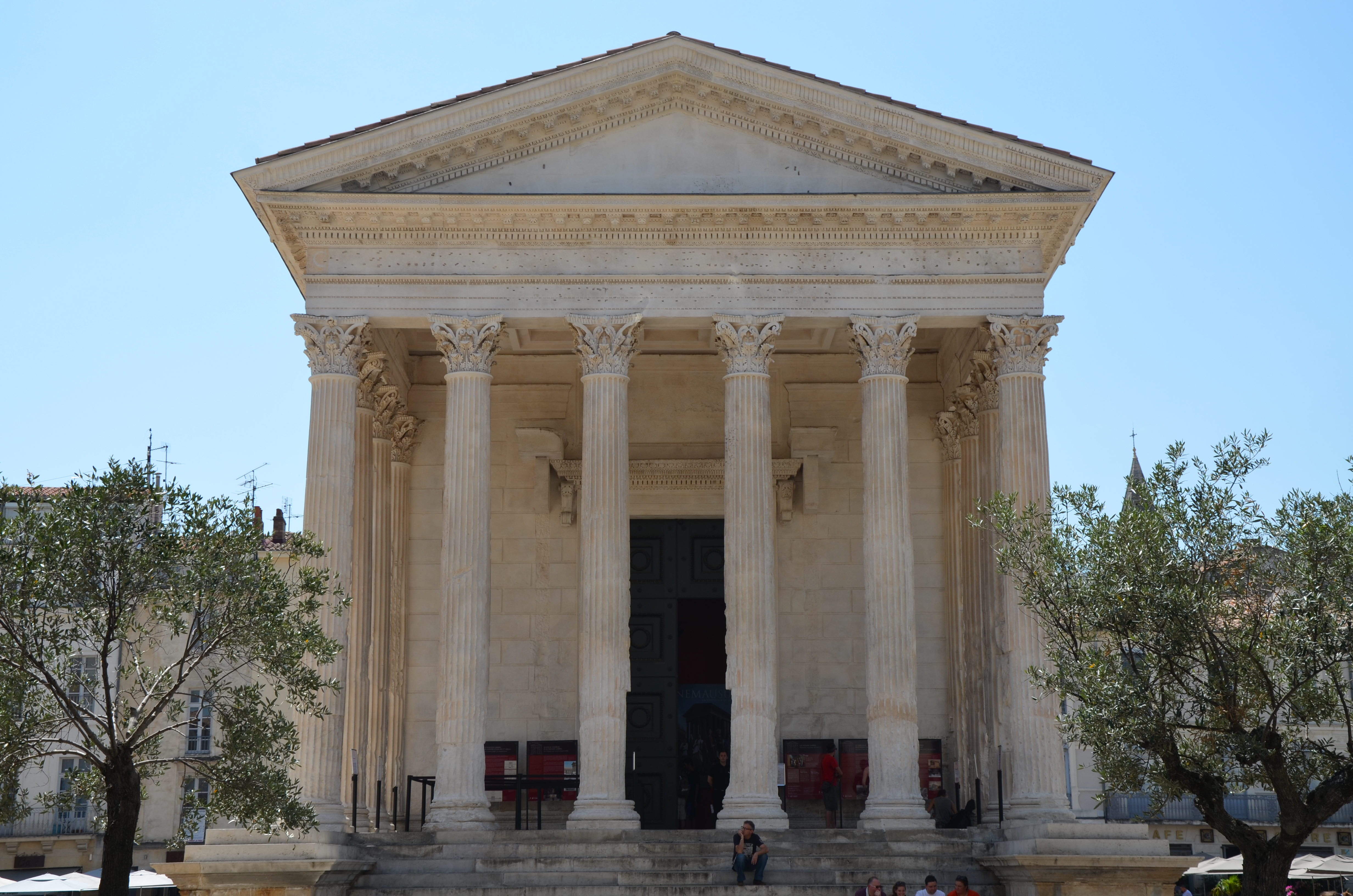
Maison Carrée de Nîmes : exemple de temple hexastyle (six colonnes).

Le sol de la cella est rehaussé, ses murs partiellement reconstruits, sans doute sur le même plan mais en incluant dans la maçonnerie des lits de briques. Des restes d'enduit rouge, encore visibles extérieurement jusqu'au XIXe siècle, ont sans doute été préservés du lessivage par un toit très débordant. Un escalier, non décelé dans la précédente phase de construction, descend du podium du temple vers le bâtiment annexe. Des fragments de colonnes retrouvés montrent l'existence de ce dispositif architectural mais il est impossible d'en déterminer l'ordonnancement. La proposition d'une façade hexastyle repose uniquement sur la comparaison avec des temples analogues.
Le bâtiment annexe ne fait pas l'objet de modifications importantes, si ce n'est une reprise des sols de circulation et encore la simultanéité n'est-elle pas assurée. Cette phase de réfection et d'embellissement peut être datée de la seconde moitié du IIe siècle par la présence de fragments de chapiteaux corinthiens.

### Phase V: abandon
Des indices de réfection de l'escalier après un effondrement possible de sa façade indiquent que le temple change peut-être d'affectation. Une couche de cendres sur le site évoque un incendie. Des fragments de tuffeau apparemment liés à un atelier de débitage suggèrent que des pierres sont prélevées sur le monument pour être remployées. Ces différents événements se produisent probablement dans la seconde moitié du IVe siècle.

## Des questions en suspens

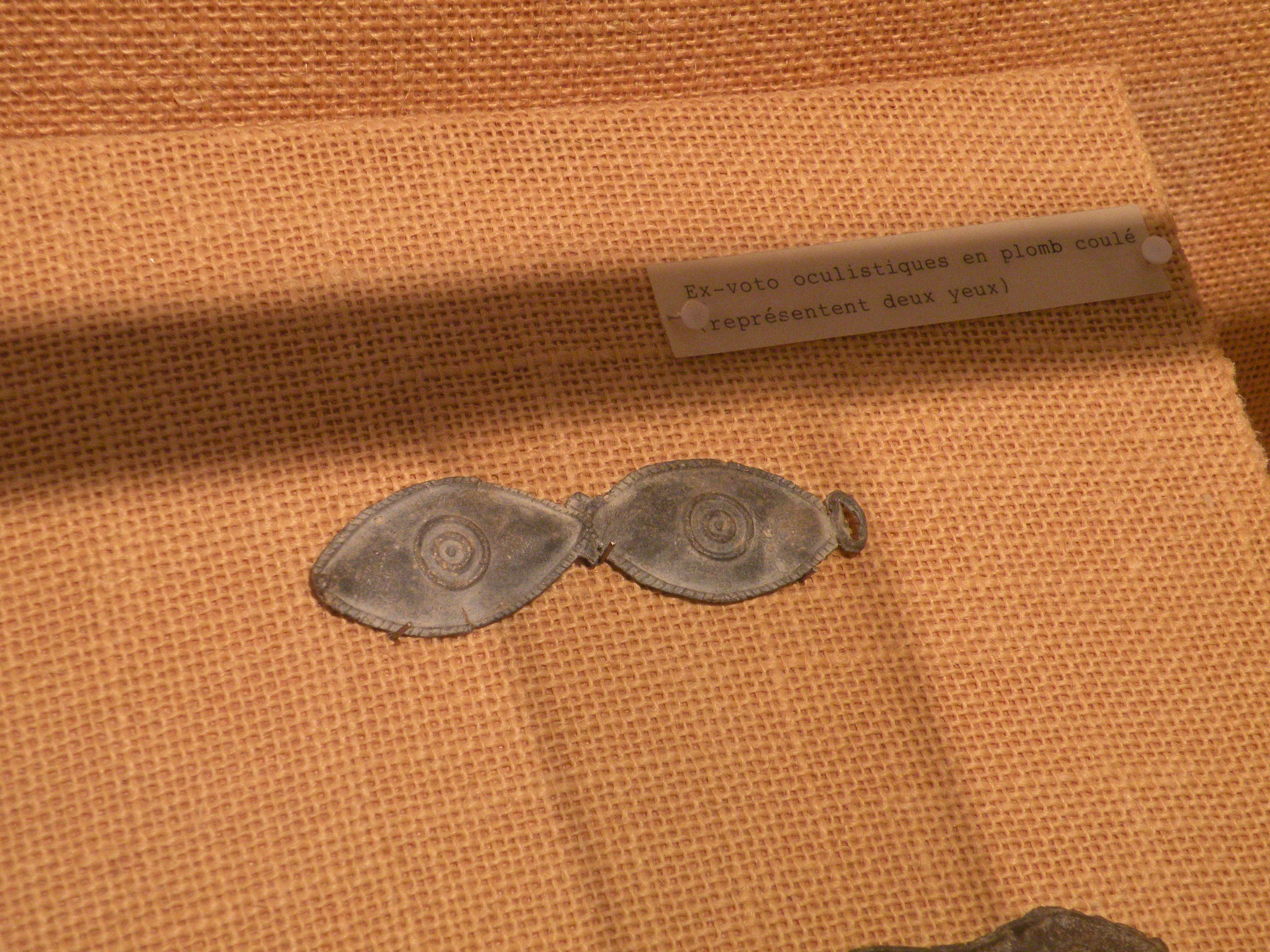
Ex-voto oculistique de Tasciaca.

La ou les divinités auxquelles ce sanctuaire est voué ne sont pas connues, et les fragments de statues retrouvés sur le site ne renseignent pas. Minerve pourrait en faire partie, mais pas en tant que divinité principale. Un dieu plus local, lié au peuple namnète, n'est pas à exclure. Un ex-voto oculistique, assez semblable à ceux retrouvés dans d’autres sanctuaires, comme celui de Tasciaca, indique simplement qu'un patient guéri d'un problème oculaire est venu faire une offrande dans ce temple. De même, un morceau de schiste sur lequel est sans doute gravé une formule témoignant de l'acquittement d'un vœu n'est pas révélateur de la divinité destinataire.
Des pièces d'équipement militaire (armes, éléments de harnais) sont retrouvées dans le bâtiment annexe : le site est sans doute fréquenté, au Ier siècle, par des militaires dont le statut et le motif de leur séjour dans le sanctuaire restent à préciser.

## Pour en savoir plus